# Parafia św. Józefa Oblubieńca Najświętszej Maryi Panny we Wręczycy Wielkiej
Parafia Świętego Józefa Oblubieńca Najświętszej Maryi Panny we Wręczycy Wielkiej – parafia rzymskokatolicka w Wręczycy Wielkiej. Należy do Dekanatu Truskolasy archidiecezji częstochowskiej. Została utworzona w 1956 roku. Parafię prowadzą księża archidiecezjalni.

## Przypisy

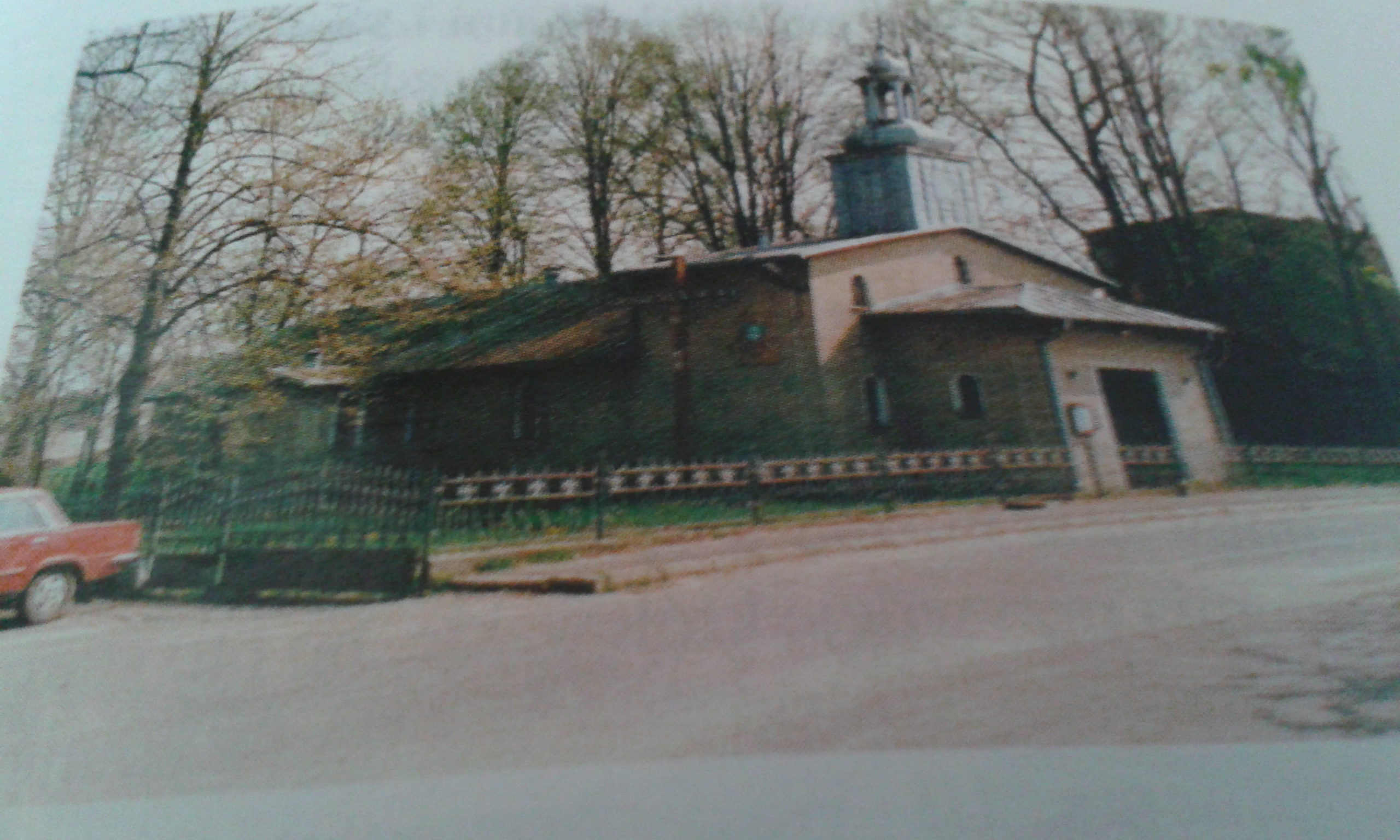
Dawny kościół parafialny, obecnie nie istnieje